# Aurora Grigoras
Aurora Grigoras (ur. 3 marca 1975) – rumuńska judoczka. Startowała w Pucharze Świata w 1992, 1993 i 1995. Wicemistrzyni igrzysk frankofońskich w 1994. Brązowa medalistka wojskowych MŚ w 1994. Trzecia na ME juniorów w 1992. Mistrzyni Rumunii w 1993 i 1994 roku.